# قلعه بزنگان
قلعه بزنگان مربوط به دوره افشار است و در شهرستان سرخس، بخش مرزداران ـ روستای بزنگان واقع شده و این اثر در تاریخ ۲۳ فروردین ۱۳۴۶ با شمارهٔ ثبت ۶۵۸ به‌عنوان یکی از آثار ملی ایران به ثبت رسیده است.